# Pallacanestro Livorno 1987-1988

## Stagione
Nella stagione 1987-1988, la Pallacanestro Livorno, ha disputato il massimo campionato nazionale giungendo al decimo posto e fermandosi ai quarti di finale dei play-off, qualificandosi per la prima volta alla Coppa Korac. In Coppa Italia, si fermò agli ottavi di finale battuta per il secondo anno di fila dai rivali cittadini della Libertas. La sponsorizzazione era Allibert e i colori ancora una volta bianco e rosso.

## Roster
Rosa della squadra
|  | Naz.                   | Ruolo | Sportivo           |  |  |  |  |
|  | ---------------------- | ----- | ------------------ |  |  |  |  |
|  | Stati Uniti (bandiera) |       | Rafael Addison     |  |  |  |  |
|  | Italia (bandiera)      |       | Claudio Bonaccorsi |  |  |  |  |
|  | Italia (bandiera)      |       | Umberto Burgalassi |  |  |  |  |
|  | Italia (bandiera)      |       | Giovanni Diana     |  |  |  |  |
|  | Italia (bandiera)      |       | Achille Gelsomini  |  |  |  |  |
|  | Italia (bandiera)      |       | Matteo Lanza       |  |  |  |  |
|  | Italia (bandiera)      |       | Nino Pellacani     |  |  |  |  |
|  | Italia (bandiera)      |       | Massimo Pezzotta   |  |  |  |  |
|  | Italia (bandiera)      |       | Alessandro Pucci   |  |  |  |  |
|  | Italia (bandiera)      |       | Roberto Ritossa    |  |  |  |  |
|  | Bahamas (bandiera)     |       | Elvis Rolle        |  |  |  |  |
|  | Italia (bandiera)      |       | Luca Silvestrin    |  |  |  |  |
|  | Italia (bandiera)      |       | Stefano Tosi       |  |  |  |  |